# Antiracotis voeltzkowi
Antiracotis voeltzkowi är en fjärilsart som beskrevs av Embrik Strand 1909. Antiracotis voeltzkowi ingår i släktet Antiracotis och familjen mätare. Inga underarter finns listade i Catalogue of Life.